# إدواردو مينيزيس
إدواردو مينيزيس هو فارس ‏ برازيلي، ولد في 1 مايو 1980.

## وصلات خارجية
- إدواردو مينيزيس على موقع أوليمبيديا (الإنجليزية)
- إدواردو مينيزيس على موقع اللجنة الأولمبية البرازيلية (البرتغالية)